# Warren (Arkansas)
Warren es una ciudad ubicada en el condado de Bradley en el estado estadounidense de Arkansas. En el Censo de 2010 tenía una población de 6003 habitantes y una densidad poblacional de 320,31 personas por km².

## Geografía
Warren se encuentra ubicada en las coordenadas 33°36′43″N 92°4′4″O / 33.61194, -92.06778. Según la Oficina del Censo de los Estados Unidos, Warren tiene una superficie total de 18.74 km², de la cual 18.68 km² corresponden a tierra firme y (0.33%) 0.06 km² es agua.

## Demografía
Según el censo de 2010, había 6003 personas residiendo en Warren. La densidad de población era de 320,31 hab./km². De los 6003 habitantes, Warren estaba compuesto por el 45.34% blancos, el 40.88% eran afroamericanos, el 0.28% eran amerindios, el 0.3% eran asiáticos, el 0% eran isleños del Pacífico, el 11.91% eran de otras razas y el 1.28% pertenecían a dos o más razas. Del total de la población el 15.01% eran hispanos o latinos de cualquier raza.